# Rita Stockhofe

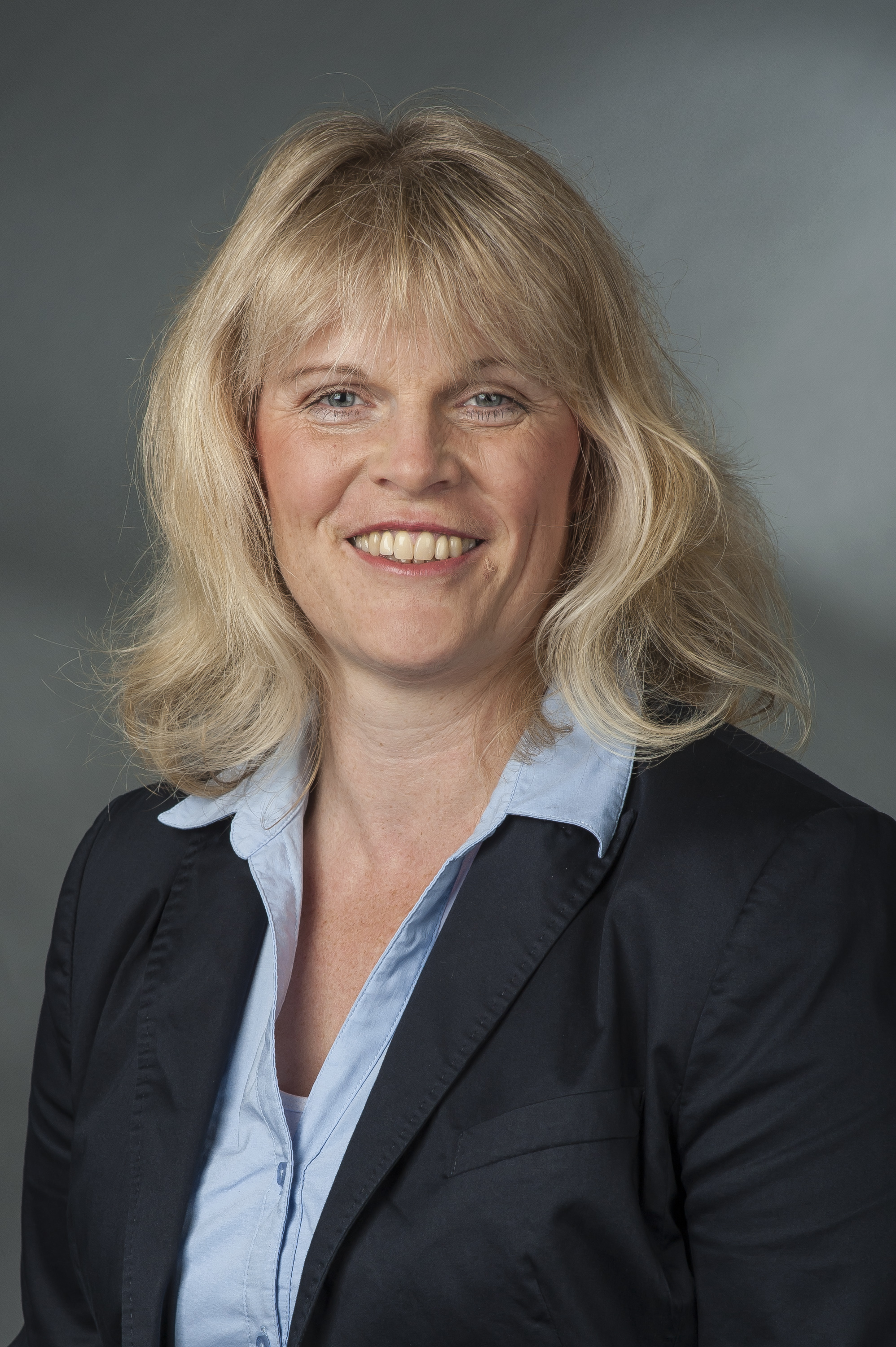
Rita Stockhofe (2014)

Rita Stockhofe (* 1. November 1967 als Rita Kuckuck in Haltern) ist eine deutsche Politikerin (CDU). Von 2013 bis 2017 war sie Mitglied des Deutschen Bundestages.

## Leben
Nach dem Abitur im Jahr 1987 am Joseph-König-Gymnasium Haltern am See erlernte sie zwischen 1987 und 1990 den Beruf der Fleischerin und 1990 und 1993 Postbeamtin im mittleren Dienst. Ab 1993 arbeitete sie im landwirtschaftlichen Betrieb ihres Ehemannes mit.
Stockhofe ist verheiratet und Mutter von 6 Kindern.

## Politischer Werdegang
Im März 2003 trat sie in die Christlich Demokratische Union Deutschlands ein und wurde 2004 zur Vorsitzenden der Frauen Union Haltern am See gewählt, zudem ist sie Beisitzerin der Frauen Union im Kreis Recklinghausen und seit 2014 im Bezirksvorstand kooptiert. Bis August 2014 war sie stellvertretende Vorsitzende des Ortsverbandes Haltern am See – Flaesheim, inzwischen ist sie dessen Vorsitzende. Sie war von März 2011 bis Mai 2014 Mitglied im Stadtrat von Haltern am See.

## Abgeordnete
Über Platz 50 der CDU-Landesliste Nordrhein-Westfalen wurde Stockhofe bei der Bundestagswahl 2013 zum Mitglied des Deutschen Bundestages gewählt. Sie war in der 18. Legislaturperiode des Deutschen Bundestags ordentliches Mitglied im Ausschuss für Ernährung und Landwirtschaft und im Petitionsausschuss. Bei der Bundestagswahl 2017 verpasste sie den Wiedereinzug ins Parlament.